# Clercs de Saint-Viateur
Pour les articles homonymes, voir Clerc et CSV.
Les Clercs de Saint-Viateur (CSV) ou Viatoriens (en latin : Congregatio Clericorum Parochialium seu Catechistarum S. Viatoris) constituent une congrégation cléricale de droit pontifical. 

## Fondation
Cette congrégation a été fondée le 3 novembre 1831 en France à Vourles (Rhône), près de Lyon, par le père Louis Querbes (1793-1859), curé de cette paroisse. 
Ordonné prêtre en 1816, Querbes est nommé vicaire à Saint-Nizier, avant de rejoindre la paroisse de Vourles, où il va rester jusqu'à sa mort. C'est de là, qu'entre 1826 et 1831, il pose les bases d'une association de catéchistes qui assureront l'éducation chrétienne des enfants et les tâches affectées aux clercs paroissiaux : préparation des offices, des chants.
L'approbation pontificale donnée le 20 septembre 1838 légitime la congrégation des Clercs de Saint-Viateur. L'intuition de Querbes, qui voulait mettre à l'honneur la collaboration avec les laïcs a été redécouverte depuis le concile Vatican II. Les Viatoriens sont des enseignants, et ils sont donc impliqués dans des ministères paroissiaux et à tous les niveaux de l'éducation, de l'école primaire à l'université.
Le patron, saint Viateur de Lyon, mort vers 390, est un catéchiste du IVe siècle à Lyon.

## Fusion
Plusieurs instituts ont fusionné avec les clercs de Saint-Viateur :
- en 1844, les Frères de Saint-Odilon fondés en 1837 aux Ternes par le père Murat ;
- en 1854, les Frères de Saint-Jean de Rodez fondés en 1851 à Nant par Jean-François Croizier, évêque de Rodez ;
- en 1922, les Frères de la Croix de Jésus fondés en 1816 à Poncin par Claude-Marie Bochard, vicaire général du cardinal Fesch ;
- en 1931, les Frères de Notre-Dame des Champs fondés en 1902 à Saint-Damien-de-Buckland par Joseph-Onésime Brousseau[2] ;
- en 1984, les Oblats de Saint-Viateur fondés en 1927 à Montréal par le frère Arthur Clément.

## Rayonnement et déclin
L'institut a été expulsé de France par les lois anti-congrégationnistes de la Troisième République ; ses églises, couvents, écoles, maisons de retraite, juniorats et les provincialats ont été nationalisés. La province de Rodez s'est repliée en Espagne. Une trentaine de frères sont partis pour le Canada. L'institut s'est donc étendu depuis ses origines françaises vers les États-Unis et le Canada, où il était encore très présent jusque dans les années 1970 ; maintenant il a des provinces et des missions à travers le monde, mais surtout sur le continent américain (Canada, États-Unis, Bolivie, Bélize, Chili, Haïti, Honduras, Pérou). En 1960, les Viatoriens étaient 1760, dont 1046 Canadiens. En 1980, les Viatoriens étaient au nombre de mille deux cents, répartis dans cent vingt maisons. L'institut n'est plus majoritairement francophone et n'est plus présent en Europe qu'en Espagne, et de retour en France avec une petite communauté dans le Rouergue, en plus de la maison généralice qui est située à Rome, 41, Via Padre Angelo Paoli. L'institut doit faire face à la crise des vocations depuis les années 1970, avec une déchristianisation très profonde au Canada francophone. En 2005, les Viatoriens ne sont plus que 626, dont 260 prêtres. Son supérieur général est un prêtre de nationalité américaine, le R.P. Mark Francis.
- En France il ne reste que quelques communautés[5] dont  : 
  - Communauté de Vourles : Berceau de la congrégation[6]
  - Institution Louis Querbes : Ecoles et collège (Vourles)[7]
  - Communauté de Rodez.
- Au Canada, les œuvres des Viatoriens comprennent :
  - des collèges des Viateurs :  
    - le collège Champagneur (enseignement privé de niveau secondaire) à Rawdon (Québec, Canada)[8],
    - le collège Bourget (enseignement privé élémentaire et secondaire) à Rigaud (Québec, Canada)[9],
    - le séminaire de Joliette (ancien établissement d'enseignement privé de niveau secondaire (maintenant académie Antoine-Manseau[10]) à Joliette (Québec, Canada) ;

  - le sanctuaire de Rigaud ;
  - des centres ou services d'éducation de la foi ;
  - Le Moutier ;
  - la maison de la Foi ;
  - des maisons d'accueil ;
  - des paroisses et « unités pastorales » ;
  - les Camps de l'Avenir à Sainte-Anne-des-Lacs (Québec, Canada) ;
  - le SPV (Le Service de Préparation à la Vie) ;
  - des engagements sociaux.
- Aux États-Unis :
  - Bishop Gorman High School à Summerlin (Nevada, États-Unis)
  - St. Viator College à Bourbonnais (Illinois, États-Unis), fermé
  - St. Viator Elementary School à Chicago (Illinois, États-Unis) , avec la paroisse Saint-Viateur
  - Saint Viator High School à Arlington Heights (Illinois), avec la maison provinciale des États-Unis
  - St. Viator School à Paradise (Nevada, États-Unis)
- Afrique
  - Burkina Faso
  - Côte d'Ivoire

## Évêques issu des Clercs de Saint-Viateur
- Jacques Berthelet, évêque émérite de Saint-Jean-Longueuil (Québec, Canada)
- Christopher Glancy, évêque auxiliaire émérite du diocèse de Belize City–Belmopan (Belize)